# Les V Panenkách
Les V Panenkách je nově vznikající lesopark, který se rozkládá v Praze na východním území Běchovic, v blízkosti Újezdu nad Lesy. 

## Název
Les je pojmenován podle historického pomístného jména této lokality z roku 1780 – v panenkách.

## Založení
Na území budoucího lesoparku se po dlouhá léta nacházely orné plochy, jež tradičně zdobily žluté lány řepky olejky. Když však pronájem zemědělských pozemků ve vlastnictví města Prahy po dvaceti letech v roce 2016 skončil, začaly práce na realizaci připravených projektů s cílem tyto plochy ozelenit.
První stromky byly vysázeny již na jaře roku 2017, větší výsadba pak byla zahájena v srpnu téhož roku. V rámci 1. etapy realizace, na podzim roku 2017, bylo vysazeno 23 000 sazenic na ploše více než 2,5 ha. Sazenice byly sázeny ve směsích různých druhů dřevin – dub zimní, lípa srdčitá, buk lesní, borovice lesní, javory a třešeň ptačí. Pro druhovou pestrost byla doplněna též douglaska tisolistá, borovice lesní či modřín opadavý. Kolem celého projektu 1. etapy vzniklo oplocení, jako ochrana před poškozením zvěří. V průběhu prosince byla dokončena obslužná mlatová komunikace, která propojila nový lesopark s Běchovicemi (ul. Do Panenek) a Újezdem nad Lesy (křížení ul. Starokolínská a Ochozská). Na území lesoparku byly kromě lesních ploch vytvořeny též pobytové louky, drobné lesíky a rozptýlená zeleň. Po lesoparku Letňany jde o druhý největší projekt zeleně po roce 1989. Celkem bylo do roku 2018 vysázeno více než 220 000 nových stromků.
Do roku 2024 čeká prostor lesoparku pravidelná péče, resp. vyžínání, aby sazenice nezahlušila nebo nezalehla buřeň či tráva rostoucí kolem nich.
Projekt lesoparku V Panenkách nebyl jediným novým projektem ozelenění této části Prahy. Na podzim roku 2016 byl v sousední Dubči, také na bývalém poli, nově založen Les Robotka.